# Ноф-ха-Галиль
Ноф-ха-Гали́ль (ивр. נוֹף הַגָּלִיל‎, араб. نوف هجليل‎; до 2019 года — Нацра́т-Или́т, ивр. נצרת עילית‎, буквально «Верхний Назарет», араб. الناصرة العليا‎) — город в Израиле.

## География
Ноф-ха-Галиль расположен на высоте от 430 до 573 метров над уровнем моря в восточной части Назаретского горного хребта, который образует северную границу Изреельской долины в Нижней Галилее. В северной части города возвышается гора Хар-Йона (573 м). Ноф-ха-Галиль расположен рядом с Назаретом, в 38 километрах от Хайфы и в 24 километрах от Тверии.

## История города

### Основание города
На месте современного Ноф-ха-Галиль издавна селились первобытные племена. Археологи нашли в местных пещерах захоронение, возраст которого превышает 30 000 лет. Первобытных людей привлекали сюда как плодородные почвы, так и окружающие территорию горы, защищавшие их поселения от врагов. Известным памятником древности является городище Ксулот. Во время археологической разведки здесь были найдены глиняные масляные светильники, несколько амфор. Эти находки выставлены в холле мэрии города Ноф-ха-Галиль.
Напротив микрорайона имени Голды Меир раскопаны остатки поселения, чей возраст датируется VIII веком до н. э. Здесь когда-то находился упомянутый в Библии город Гафхефер, место рождения пророка Ионы. Город был разграблен и исчез после еврейского восстания и разрушения Второго Храма. Известно, что в XVIII веке на этом месте была основана арабская деревня Машхад. Могила пророка находится в этой деревне.
В 1953 году принято решение построить еврейский город на этом месте. Вначале он назывался Кирьят-Нацрат. Слово Кирья в переводе с иврита обозначает — городок. Идея создания еврейского города рядом с городом Назарет и среди арабских деревень принадлежала первому премьер—министру Израиля Давиду Бен-Гуриону, который считал, что создание города изменит демографическую ситуацию в этом регионе и будет способствовать увеличению еврейского населения в Галилее.
Историк Г. Форман считает, что непосредственной причиной принятия решения о создании нового города в этом месте был и исход местных выборов в 1954 году, когда в Назарете и других арабских селениях победу одержали коммунисты.
Исходя из этих причин руководством Израиля было принято решение создать новый город, который будет привлекать новых жителей, создавая возможность изменить баланс политических сил и демографию в будущем. Два года понадобилось на согласование проекта, а кроме того, решение строительства здесь города вызвало бурные протесты со стороны арабских владельцев земли, которые обратились в Верховный суд Израиля. В 1955 году Верховный суд принял решение об отчуждении земли под строительство, и оно началось в начале 1956 года.
.
Руководило строительством города Министерство обороны Израиля. Его возглавлял в то время Давид Бен-Гурион.

### Кирьят-Нацрат
16 марта 1956 генеральный директор министерства обороны Израиля Шимон Перес назначил майора Мордехая Алона председателем комиссии по развитию «Района Нацрата» (так тогда называлось это строительство). В комиссию входили ещё два члена: Яков Керен (его именем названа площадь в городе) и Иосиф Декель (его именем назван торговый центр).
Официальная торжественная церемония, где было объявлено о создании нового еврейского поселения, произошла 29 ноября 1956 года.
Первыми жителями нового населённого пункта в декабре 1956 года были 16 семей, которые репатриировались из Ирака. Роман Кайц, бывший начальник отдела абсорбции мэрии Нацрат-Илита с 1989 года вспоминал, что «в первое время эти семьи жили в Нацерете, так как дома ещё только возводились. Затем они поселились в двух каменных домах, где ещё не было ни воды, ни электроэнергии. А через месяц они уже принимали новых репатриантов»..
Для поселения в город необходимо было пройти собеседование в специальной комиссии.
Строительство многих новых поселений в Израиле в те годы начиналось с палаток или деревянных времянок. В Кирьят-Нацрате сразу стали строить каменные дома со всеми удобствами. Жилой массив, расположенный между улицами Арбель и Голан, а затем Тавор — были первой стадией жилищного строительства в городе.
В первые годы промышленных предприятий в городе ещё не было и вновь прибывшие занимались посадкой деревьев, а многие начали учиться на курсах компании «Солель-Боне» и получили профессии строителей. Первым был застроен микрорайон Раско, затем архитекторам было дано задание на проектирование новых районов: Дромит и Бен-Гурион.
Дальнейшее строительство Кирьят-Нацрата потребовало земельные площади. Это вызвало протесты арабов в мае 1958 года. Во время столкновений 30 человек получили ранения, и полиция арестовала многих демонстрантов.
Бывший мэр города М. Ариав вспоминал: с 1956 по 1960 гг. было сдано 1424 квартиры, в среднем по 285 квартир в год.
В истории города был период, что некоторое время квартиры стояли незаселённые, а репатриантов встречало руководство города и сразу вручало ключи от новых квартир. После Шестидневной войны увеличилась алия в Израиль и многие новые репатрианты стали приезжать в Кирьят-Нацрат. В эти годы в Кирьят-Нацрате началось вновь активное жилищное строительство. Так, за десять лет с 1960 по 1970 гг. было построено более 3600 квартир; количество жителей выросло с 4300 человек в 1961 году до 15000 в 1972 году.
В первые годы строительства города началось создание промышленных предприятий и мастерских. Первым крупным предприятием в городе стала фабрика «Ц. Д», открытая в 1958 году (нынешняя шоколадная фабрика, а также текстильная фабрика «Китан». Одним из первых предприятий города был и завод по производству автомобилей. Фабрика «Китан» и автомобильный завод в настоящее время ликвидированы.

### Нацрат-Илит
В 1958 году город получил название «Нацрат-Илит», в 1966 году был утверждён герб города. Наиболее важный элемент помещён в середине герба: это цветок ириса, который произрастает в городе и окрестностях. С обеих сторон ветви с оливковых деревьев, растущих здесь. Сверху башня и корона — символ еврейского форпоста в Галилее, ниже цветка — шестерня и кирпичная кладка, символизирующая расширение города и наличие промышленности. В 1974 году городу был присвоен статус города и состоялись первые выборы мэра. Им был избран председатель комиссии по созданию города и председатель городского Совета — Мордехай Алон.
В начале 1990-х годов в развитии Нацрат-Илита начался новый период, связанный с приездом в город Большой алии, когда в Нацрат-Илит прибыло около 29 тысяч человек. Не все они остались жить здесь, но первые месяцы абсорбции провели в этом городе.
В эти годы началось интенсивное жилищное строительство в районах Зев (Марио Лезник), Ноф-Исраэль, Ар-Йоны. При том, здесь возводились уже не малогабаритные квартиры, которые строились в 1960-е, 1970-е годы, а большие квартиры современной планировки, многие из которых имели защищённую комнату. Эти районы получили хорошие транспортные развязки, школы, детские сады, магазины и культурные учреждения. Для семейных пар пенсионного возраста были построены два хостеля на улицах Голан и Исраэль, а также «Диюр муган» на улице Апсагот и «Микбацей диюр» на Ар-Йоне.
Для изучения иврита было открыто 64 ульпана (классов для изучения иврита). Новые репатрианты пополнили ряды работников фабрики «Элит-Штраус», «RH электроника», «ТАСС», «Фениция», «Атахоф», «Таасият рехев», «Мельта», «Амлет», «Липеро-лайт», «Персона», «Салина» и ещё нескольких десятков небольших предприятий и мастерских.
В связи с тем, что в городе поселилось много учёных — докторов и кандидатов наук, было создано Научно-техническое объединение, председателем которого был избран доктор технических наук Олег Горошин.
В годы приезда большой алии в Нацрат-Илите стала выходить первая газета на русском языке «Новости города» под редакцией Р. Цивин.

### Ноф-ха-Галиль
В 2019 году город принял решение переименоваться в Ноф-ха-Галиль (ивр. נוֹף הַגָּלִיל‎, букв. «Вид на Галилею»).

## Мэры Ноф-ха-Галиля
- С 1974 по 1977 гг. — Мордехай (Мотке) Алон[ивр.]
- С 1977 по 2008 гг. — Менахем Ариав[ивр.]
- С 2008 по 2016 — Шимон Гафсу[ивр.]. (В связи с привлечением его дважды к судебной ответственности и. о. мэра города исполняли Алекс Гадалкин[ивр.] и Натанэль Твито[ивр.])
- С 2016 по н.в. — Ронен Плот[ивр.]

## Население
По данным Центрального статистического бюро Израиля, население на начало 2020 года составляло 41 734 человека.
В том числе 69,7 % еврейского, остальные — выходцы из СНГ, Европы, Эфиопии, Марокко, арабы мусульмане и христиане — 24,5 процента, другие национальности.
Возрастная структура населения: дети до 10 лет составляют 12,1 %, в возрасте 10—19 лет — 13,3 %, в возрасте 20—44 года — 42,5 %, в возрасте 45—64 — 37,9 %, в возрасте 64 и старше — 16,9 %.

## Занятость населения
По данным на 2010 год число занятых работников во всех сферах было 19 860, а число самозанятых — 7248. Среднемесячная заработная плата в 2010 году составила 5808 шекелей (средняя зарплата в Израиле — 7522 шекеля). Безработными было 558 человек, из них 273 мужчины (средний возраст 46 лет). Пенсии и пособия по старости получали 7424 человека, а социальные пособия — 3416 человек. Среднемесячная заработная плата работника в 2019 году составила 7206 шекелей (в среднем по стране: 9745 шекелей)

## Архитектура
В Ноф-ха-Галиле есть целые улицы стандартных жилых домов. Однако есть и оригинальные строения. К ним относится здания центральной синагоги города, мэрии Нацрат Илита, суда Северного округа, Центра абсорбции еврейского агентства Сохнут. Последнее здание, по мнению авторитетного жюри знаменитых израильских архитекторов, вошло в число 20 (заняло 11 место) наиболее красивых и оригинальных зданий страны.

## Промышленность
Ноф-ха-Галиль является центром промышленности, торговли и услуг для многих окрестных населённых пунктов. Промышленность занимает центральное место в структуре экономики города. Около половины всех работающих в городе заняты в промышленности. В городе пять промзон: «Алеф», «Бет», «Гимель», «Ар-Йона» и «Ципорит», в которых расположены около ста различных предприятий. В промышленной зоне «Ципорит» в более чем 30 предприятиях трудится более 3800 человек.

## Транспорт
В 2028 году должна заработать легкорельсовая транспортная система Хайфа – Нацерет, которая свяжет город с Хайфой и всей сетью израильских железных дорог. Время в пути займет 55 минут.

## Медицинское обслуживание
Работают поликлиники четырёх больничных касс: Клалит, Маккаби, Меухедет и Леумит. В городе нет больницы, но в соседнем Назарете расположены итальянская, французская и английская больницы. При необходимости, больные могут получить медицинскую помощь в соседнем городе Афуле в медицинском центре Ха-Эмек.
В городе работает станция скорой медицинской помощи «Маген Давид Адом».

## Общественные и политические организации
Работают городские организации партий: Ликуд, Наш дом Израиль, Авода и Еврейский дом.
В 1975 году создана одна из первых в Израиле ветеранская организация борцов против нацизма во Второй мировой войне. Создано городское отделение общества «Беженцы Холокоста (эвакуированных в годы Второй мировой войны)». Большую работу в городе проводят землячества «Россия», «Азия», «Беларусь», Украины, Молдовы и других бывших союзных республик СССР, «Румыния», «Польша», «Латинская Америка» и др.
В каждом микрорайоне есть несколько синагог. Центральная городская синагога построена в 1961 году.
Работает центр «Шорашим» — городской филиал организации «Цоар», который помогает русскоязычным гражданам в процедуре подтверждения еврейства в раввинатском суде.

## Образование
В Ноф-ха-Галиле 12 школ — в том числе шесть начальных школ и 4 средних школы (2 гимназии (тихоны)). В 2011 году в 196 классах учились более 4500 учащихся. Среднее число учащихся в классах 21 ученик.
В городе широко развита и сеть дошкольных городских учреждения (16 детских садов) и поэтому здесь можно свободно устроить детей в детские сады.
В Нацрат Илите с 1987 года работает колледж имени первого мэра города Мордехая (Мотке) Алона. В колледже можно получит степень «практического инженера» (practical engineer) по специальностям: архитектура, внутренний и ландшафтный дизайн; механика (специализация — компьютерное проектирование); механика (специализация — автомобили); мехатроника; промышленность и управление; программирование; электроника (специализация — микрокомпьютеры); электричество. Те, кто не имеет аттестата о среднем образовании или хотят освежить свои знания, могут пройти годичный подготовительный курс, включающий в себя иврит, английский язык и математику. В колледже имеется возможность повысить свою квалификацию и окончить курсы по всевозможным технологическим направлениям: компьютерное черчение (AutoCad, SolidWorks); компьютерная графика (Photo Shop, Free Hand); бухгалтерия; секретарей и другие.

## Культура

### Дома культуры
Открыта и функционирует сеть из 8 домов культуры и концертного зала «Эшколь ха-Паис». Старейшим из них является дом культуры «Беркович». В нём проходят театральные спектакли из лучших театров страны, концерты эстрадных артистов Израиля и других стран, спектакли, мероприятия на разных языках для детей. Дома культуры: «Багно» расположен в микрорайоне Бен-Гурион, центр «Гордон» в микрорайоне Дромит, «Мерказ цеирим» (молодёжный центр) находится в Северной части города, «Крамим» в микрорайоне Крамим (он проводит работу в основном на арабском языке), имени И. Грина работает в микрорайоне Ар-Йона. Работает городской хор «Атиква» под руководством Розалии Куперман и концертмейстера Ирины Вишневской.

### Театры
Работают самодеятельные театры: «Зэхут» на испанском языке, «Галилея» под руководством Бориса Рабкина и арт-студия «Лавон» на русском языке и театральная группа на иврите.

### Международные фестивали
С 2012 года в Ноф-ха-Галиле проводится Международный фестиваль русской поэзии и искусства «Арфа Давида». Учредители и организаторы Фестиваля — Людмила и Михаил Чеботарёвы.
За четыре года существования фестиваля в нём приняли участие более 200 поэтов, переводчиков, художников и музыкантов. Например, в 2015 году на фестиваль прислали свои работы поэты, художники и музыканты из 17 стран мира.

### Изобразительное искусство
На художественных выставках можно увидеть картины местных художников — членов Союза художников Израиля: Иосифа Резникова, Олега Шкреда, Александра Ялова, Дарьи Лобковской.

### Литературное объединение
Работало литературное объединение «Галилея», оно издало (вышло 10 номеров) журнал «Галилея», главным редактором которого являлся писатель Марк Азов. Теперь его именем названо литературное объединение литераторов города. В его состав входили члены Союза писателей Израиля: Борис Эскин, лауреат премии имени поэта Д. Самойлова, Юрий Пологонкин, Владимир Иткинсон, Михаил Бриман, Нина Ечменева, Стелла Подлубная, Инна Костяковская и другие. Руководит литературным объединением Мария Войтикова — автор 5 книг, член Союза писателей Израиля, главный редактор журнала «Под небом Галилеи».

### Библиотеки
Работает городская центральная библиотека при доме культуры Беркович, с учётом трёх филиалов библиотечный фонд её насчитывает около 150 тысяч книг, а пользуются библиотекой более 12 тысяч жителей города. В библиотеке имеются разделы с широким ассортиментом книг для детей, юношества и взрослых на иврите, испанском, русском и английском языках, справочная литература и журналы. Желающие могут читать литературу и периодику в Интернет-классе, который работает при библиотеке.

## Печать
Выходит один раз в месяц газета на русском языке муниципалитета « Ной ха Галиль», две газеты на иврите — «Увда» и «Индекс-ха Галиль». В интернете есть несколько городских сайтов на русском языке, которые информируют обо всём, что происходит в городе.

## Музеи
- Музей Катастрофы и Героизма еврейского народа,
- Центр «Яд ле-баним», посвящённый памяти тех, кто погиб, защищая Израиль.

## Спорт
Городская футбольная команда «Апоэль» играет в лиге «Леумит». В городе есть также баскетбольная команда Апоэль Ноф-ха-Галиль.
Работает «Кантри-клаб» с плавательным бассейном и тренажёрными залами, футбольный стадион имени И. Грина, который может вместить почти 4500 зрителей, теннисные корты, десятки спортивно-игровых площадок под открытым небом. Городской открытый бассейн есть возле Кантри Клаба и в гостинице Плаза, а в доме культуры «Беркович» после капитального ремонта действует крытый центр «Аметхам» с большим крытым бассейном и спортивными кружками.

## Туризм
Более трети территории Ноф-ха-Галиль занимают зелёные насаждения. Город привлекает туристов не только из Израиля, но из других стран мира. В городе работает несколько бюро путешествий и экскурсий. Для туристов созданы условия для приятного отдыха и развлечений. С обзорных площадок города открывается вид на Израельскую долину, гору Тавор и нижнюю Галилею.
В городе и в окрестностях города можно совершить экскурсии в древний Назарет, Национальный парк Ципори, гору Тавор, шоколадную фабрику
Имеется гостиница Плаза (184 номера, включая 6 номеров люкс, бассейн, джакузи, тренажёрный и банкетный залы). В городе большой выбор ресторанов и кафе. Для новых репатриантов работает проект отдела абсорбции муниципалитета — «Университет на колёсах», который позволяет изучить историю Израиля не в учебных аудиториях, а во время экскурсий по стране.

## Города-побратимы
- Алба-Юлия (рум. Alba Iulia), Румыния
- Дьёр (венг. Győr), Венгрия
- Кикинда (сербохорв. Kikinda), Сербия
- Клагенфурт (нем. Klagenfurt), Австрия
- Леверкузен (нем. Leverkusen), Германия
- Сент-Этьен (фр. Saint-Étienne), Франция
- Сан-Мигель-де-Тукуман (исп. San Miguel de Tucumán), Аргентина
- Черновцы (укр. Чернівці), Украина
- Умань (укр. Умань), Украина
- Биробиджан (идиш ביראָבידזשאַן‎), Россия